# PFC 리텍스 로베치
PFC 리텍스 로베치(불가리아어: ПФК Литекс Ловеч)는 불가리아의 축구 클럽으로 불가리아 북중부에 위치한 로베치를 연고로 하고 있는 클럽이다.
리텍스는 1921년에 창단되었으며, 불가리아 리그 4회 우승과 불가리아 컵 4회 우승 기록을 가지고 있다.
리텍스는 유럽대회에 여러 번 진출하였지만 좋은 성적을 기록하진 못했다. UEFA 챔피언스리그에는 두 번(1998-99, 1999-00) 진출했으나, 모두 예선 2회전에서 탈락하였고, UEFA컵에는 1998-99시즌에 첫 진출한 이후로 1999-00시즌을 제외하고 매년 출전하여 2005-06시즌의 32강이 최고 성적이다.

## 역대 성적
- 1부 리그

우승 (4회) : 1998, 1999, 2010, 2011
- 2부 리그

우승 (2회) : 1994, 1997
- 3부 리그

우승 (2회) : 1974, 2017
- 불가리아 컵

우승 (4회) : 2001, 2004, 2008, 2009
준우승 (3회) : 1999, 2003, 2007
- 불가리아 리그컵

준우승 (1회) : 1997
- 불가리아 슈퍼컵

우승 (1회) : 2010
준우승 (2회) : 2004, 2007

## 선수 명단

### 현역
참고: FIFA 자격 규정에 따라 소속된 국가대표팀 국기를 표시합니다. 선수는 복수의 FIFA 비회원국 국적을 가지고 있을 수 있습니다.
| 번호 | 포지션 | 국적       | 이름        |
| ---- | ------ | ---------- | ----------- |
| 17   | MF     | 나이지리아 | 킹슬리 부치 |

| 번호 | 포지션 | 국적       | 이름            |
| ---- | ------ | ---------- | --------------- |
| -    | GK     | 우크라이나 | 일라리온 투하이 |
| -    | FW     |            | 고베 구아노     |

## 역대 감독
| 감독                  | 임기        |
| --------------------- | ----------- |
| 륩코 페트로비치       | 2003 ~ 2004 |
| 륩코 페트로비치       | 2005 ~ 2007 |
| 류보슬라프 페네프     | 2010 ~ 2011 |
| 흐리스토 스토이치코프 | 2012 ~ 2013 |
| 류보슬라프 페네프     | 2016        |